# Triade précapitoline

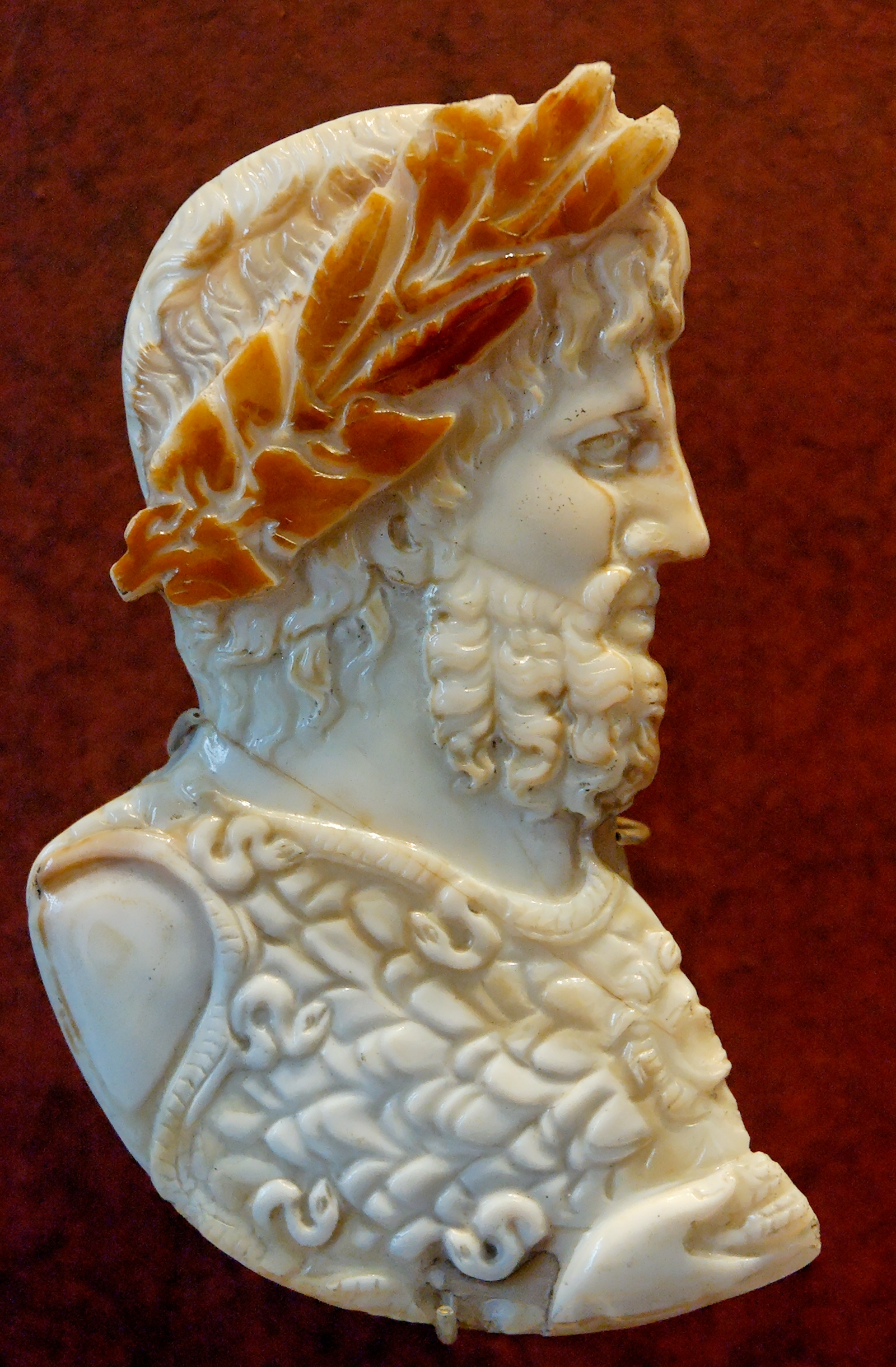
Jupiter: tête couronnée de laurier et de lierre. Camée en pierre sardonyx.Collection de camées romains antiques du Musée du Louvre à Paris.

La triade précapitoline (ou triade archaïque) est un groupe de trois divinités autour desquelles s'organisait la religion romaine archaïque. Cette triade aurait été composée de Jupiter, Mars et Quirinus, sa composition correspondant aux trois fonctions indo-européennes. Cette structure n’était plus clairement identifiable à l’époque républicaine, et elle ne fut redécouverte qu’à partir de traces littéraires et d’autres témoignages.
Ce groupement de trois dieux, remontant aux plus anciennes origines de Rome, aurait été ensuite remplacé, après la période étrusque, par la triade capitoline (Jupiter, Junon, Minerve).

## Redécouverte
Georg Wissowa, dans son ouvrage sur la religion romaine, a mis en évidence une structure composée de trois dieux romains à partir de l’existence à Rome des trois flamines majeurs, qui étaient responsables du service de Jupiter, Mars et Quirinus.
Il remarqua que cet ensemble de trois dieux était fréquemment regroupé dans un certain nombre des plus anciennes formules sacrées et que l’ordre des dieux au sein de ces formules était toujours le même et correspondait à la hiérarchie des flamines à Rome. De plus cet ordre dans la hiérarchie des prêtres ne correspondait plus à la hiérarchie divine de la période républicaine. Wissowa en déduisit que cet ordre avait dû correspondre à un état plus ancien de la hiérarchie divine dans la religion romaine. Wissowa identifia la présence de la même triade dans les Tables eugubines ou seuls Iove, Marte et Vofionus recevaient le titre de Grabovius, ainsi que l’implication à Rome des trois flamines majeurs d’une manière spécifique dans le culte de la déesse Fides.
Sources antiques faisant référence à la triade archaïque :
- Chaque 1er octobre, les flamines célébraient dans le temple de Fides un sacrifice aux trois dieux Jupiter, Mars et Quirinus[3],, qui avaient la tutelle de la conférie des Saliens[4],[5].
- Polybe, à l'occasion du traité de 279 av. J.-C. entre Rome et Carthage. Les fétiaux romains invoquent Lapis (un surnom de Jupiter) en tenant une pierre (lapis en latin), Mars et Enyalius[6],[7].
- Tite-Live, VIII 9, 6 dans la formule de devotio de Publius Decius Mus, invoque « Janus, Jupiter, Mars père, Quirinus, Bellone, Lares, dieux Novensiles, dieux Indigètes ».

## Interprétation
Georges Dumézil, dans ses divers ouvrages, et en particulier dans La religion romaine archaïque a avancé l'hypothèse que cette structure triadique serait un vestige indo-européen et correspondrait aux trois fonctions indo-européennes, Jupiter incarnant la souveraineté sacrée, Mars la force guerrière et Quirinus la production et la fécondité.
Dumézil a poursuivi l'étude de cette triade archaïque à travers les fonctions de leurs trois flamines et la comparaison avec d'autres cultes archaïques italiens. L'importance qu'il accorde à cette triade s'inscrit dans le cadre de son travail de comparaison entre les religions et mythologies des peuples de langues indo-européennes. Il retrouve cette même division de la société divine dans les différentes religions et mythes des peuples indo-européens, tels que ceux de l'Inde, de la Scandinavie, de l'Irlande.